# خوسيه إنريكي غارسيا
خوسيه إنريكي غارسيا (بالإسبانية: José Enrique García)‏ هو مدرب كرة قدم ولاعب كرة قدم أوروغواياني، ولد في 23 ديسمبر 1967. لعب مع أتلاتيكو إيرابواتو.

## وصلات خارجية
- خوسيه إنريكي غارسيا على موقع قاعدة بيانات كرة القدم.إي يو (الإنجليزية)
- خوسيه إنريكي غارسيا على موقع ناشيونال فوتبول تيمز (الإنجليزية)